# Capurodendron androyense
Capurodendron androyense är en tvåhjärtbladig växtart som beskrevs av Aubrev. Capurodendron androyense ingår i släktet Capurodendron och familjen Sapotaceae. Inga underarter finns listade i Catalogue of Life.